# Кемпенский замок
Кемпенский замок (нем. Kurkölnische Landesburg Kempen) — замок-крепость в немецком городе Кемпен (федеральная земля Северный Рейн-Вестфалия).

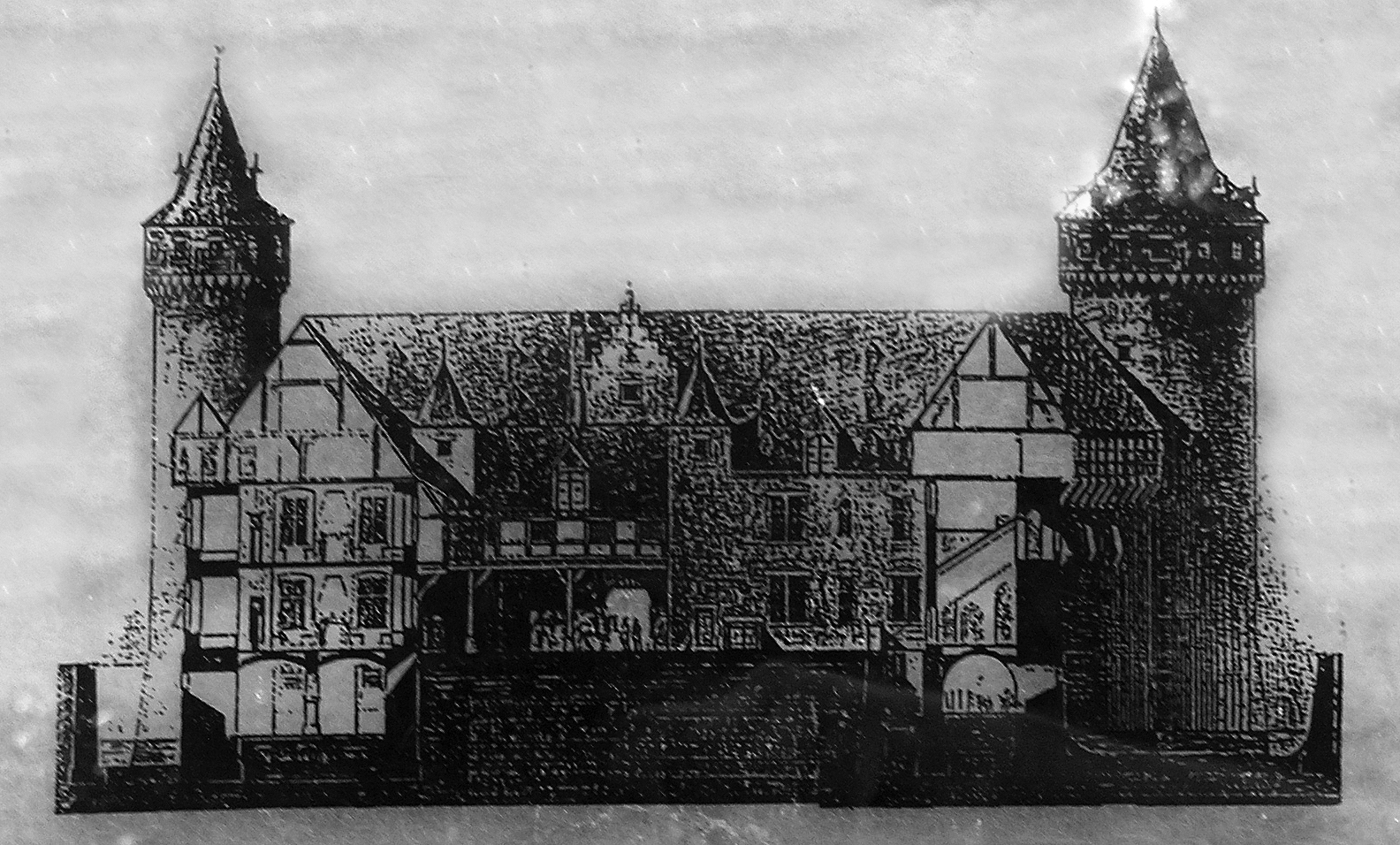
Реконструкция замка

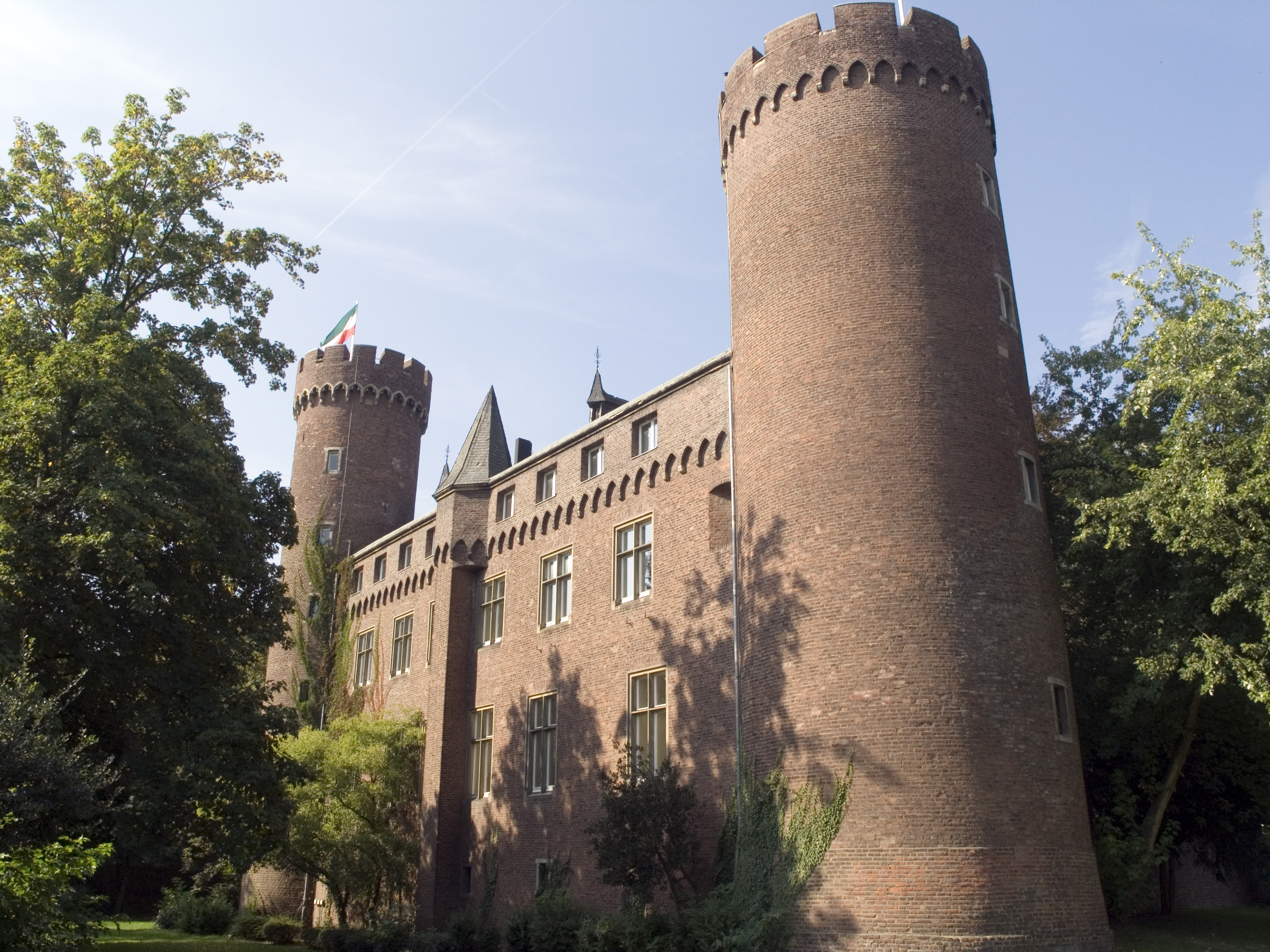
Юго-восточный фасад

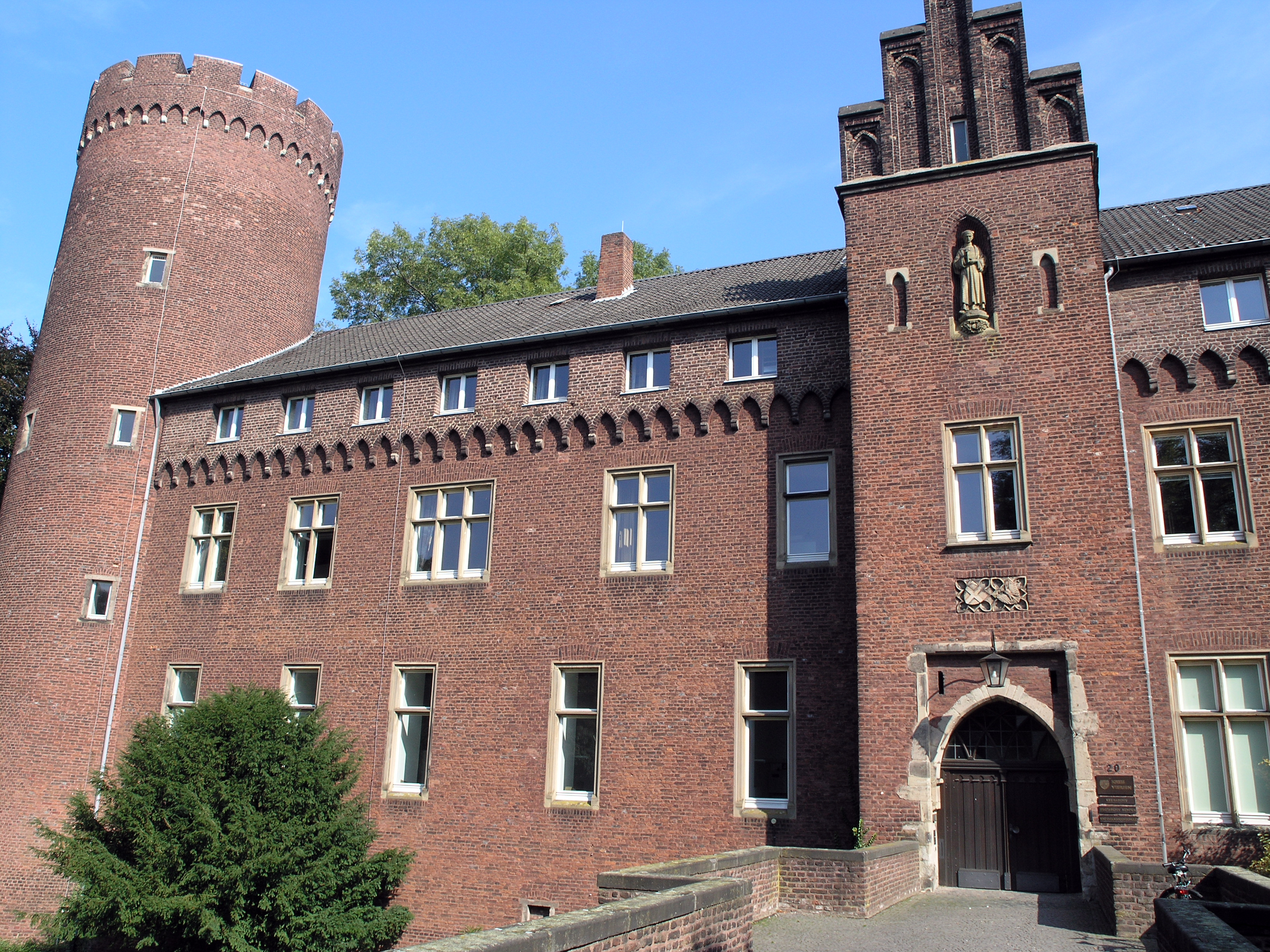
Главные ворота

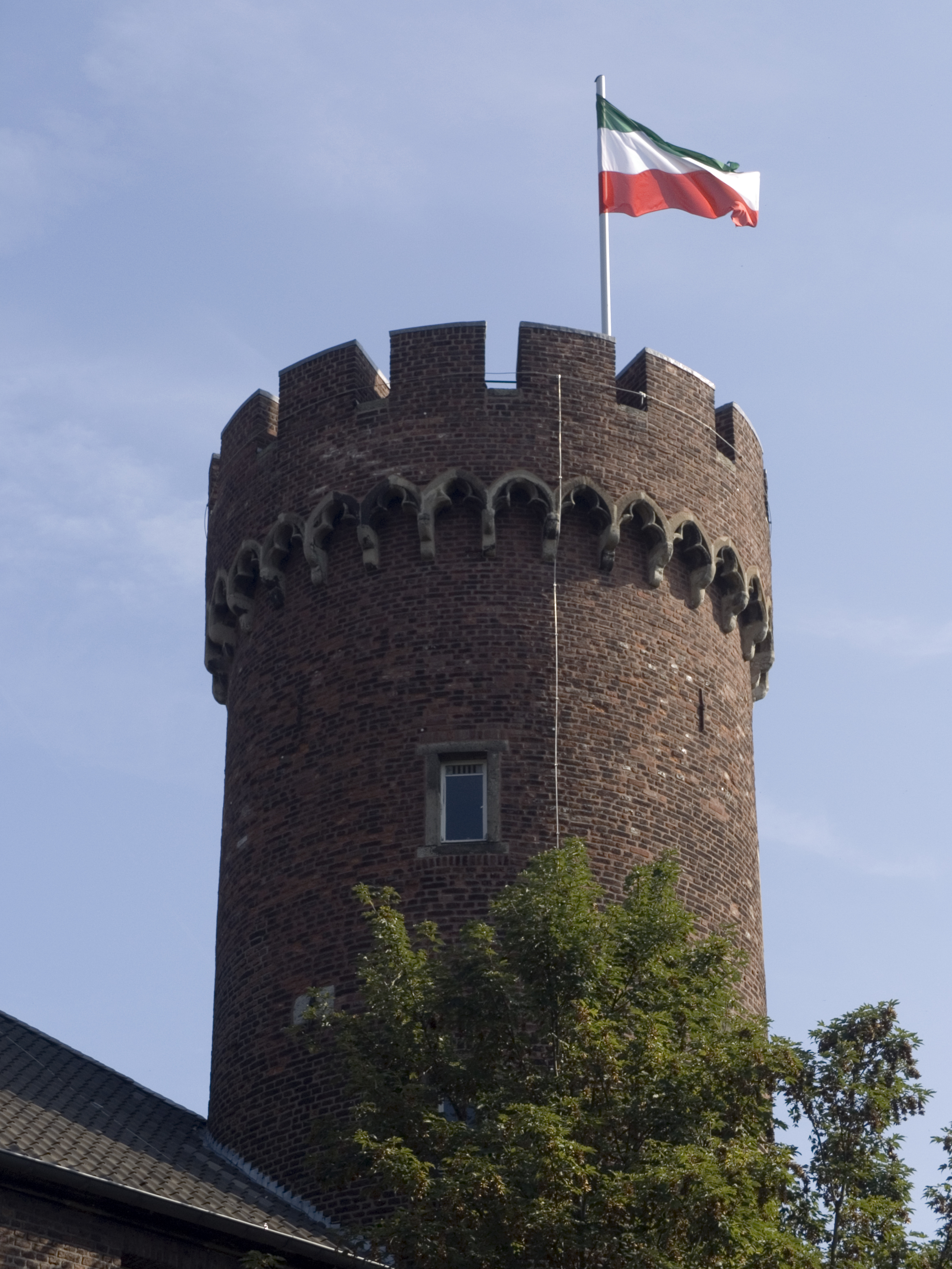
Донжон замка

## История
В 1396—1400 годах архиепископ Кёльна Фридрих III фон Саарверден сооружает крепостной замок в городе Кемпен, как символ своего господства в этих краях. Крестообразный герб архиепископа и сегодня можно видеть над главными воротами замка. Замок был расположен на самом севере архиепископства и был призван служить оборонительным форпостом на границе с герцогством Клевским. Замок также служил резиденцией наместника архиепископа, который решал все правовые вопросы в Кемпене в мирное время и обеспечивал защиту города во время война.

 В течение XVI века Кемпенский замок приходит в упадок и постепенно разрушается пока в 1570 году архиепископ Залетин фон Изенбург не восстанавливает его. Замок полностью окружается заполненным водой рвом. В 1634 году, в ходе Тридцатилетней войны, во времена правления архиепископа Фердинанда Баварского, средневековый замок перестраивается — вместо бойниц в стенах замка устраиваются широкие окна. Замок утрачивает своё оборонительное значение и переоборудуется в жилую резиденцию. В это время в замке проживал не только наместник, но часто и сам архиепископ, который использовал Кемпенский замок в качестве своего охотничьего приюта.

 В 1642 году в ходе длительной осады и тяжёлого артиллерийского обстрела замок захватывается гессенским войском и остается в руках победителей в течение 7 лет. После их ухода замок находится в плачевном состоянии.

 Замок остается резиденцией наместника архиепископа Кёльнского до 1794 года, когда его захватывают французские революционные войска. В 1807 году замок приобретает шелковый фабрикант из Крефельда Петер фон Лойвенич. При нём северный фасад замка сносится. В 1851 пожар уничтожает замок практически до фундамента. С 1856 по 1863 год происходит восстановление замка в псевдоготическом стиле по проекту архитектора Витазе.

 С 1863 по 1925 годы в замке размещалась гимназия имени Томаса Кемпийского, памятник которому и сейчас находится рядом с собором Святой Марии. С 1929 по 1984 годы замок служил в качестве помещения городского муниципалитета, а после — в качестве городского архива.